# 三池郵便局
三池郵便局（みいけゆうびんきょく）は、福岡県大牟田市にある郵便局である。民営化前の分類では集配普通郵便局であった（現在は集配機能を廃止）。

## 概要
住所：〒837-0924 福岡県大牟田市歴木460-43

## 沿革
- 1873年（明治6年）9月15日 - 三池町（みいけまち）郵便取扱所として開設[1]。
- 1875年（明治8年）1月1日 - 三池町郵便局（五等）となる。
- 1880年（明治13年）2月 - 為替取扱を開始。
- 1882年（明治15年） - 貯金取扱を開始。
- 1888年（明治21年）5月15日 - 為替取扱を廃止。
- 1890年（明治23年）7月16日 - 再び、為替取扱を開始。
- 1895年（明治28年）2月20日 - 三池郵便局に改称。
- 1951年（昭和26年）12月27日 - 電話交換業務を大牟田電報電話局に移管[2]。
- 1960年（昭和35年）10月1日 - 特定郵便局から普通郵便局に局種別改定[3]。
- 1968年（昭和43年）8月25日 - 和文電報配達事務を大牟田電報電話局に移管。
- 1979年（昭和54年）2月5日 - 大牟田市三池から同市歴木に移転。
- 1999年（平成11年） - 外国通貨の両替および旅行小切手の売買に関する業務取扱を開始。
- 2007年（平成19年）10月1日 - 民営化に伴い、併設された郵便事業三池支店に一部業務を移管。
- 2012年（平成24年）10月1日 - 日本郵便株式会社発足に伴い、郵便事業三池支店を三池郵便局に統合。
- 2016年（平成28年）9月12日 - 集配業務を大牟田郵便局に移管し、無集配局となる[4]。郵便番号も〒837-8799から〒837-0924に変更。

## 取扱内容
- 郵便、印紙、ゆうパック、内容証明
- 貯金、為替、振替、振込、国債、投資信託
- 生命保険、バイク自賠責保険、自動車保険
- ゆうちょ銀行ATM

## 周辺
- 福岡県道・熊本県道5号大牟田南関線
- 大牟田市立三池小学校
- 大牟田市立羽山台小学校

なお、大牟田市立歴木中学校にも比較的近いが、当郵便局の所在地自体は田隈中学校区に属する。

## アクセス
- JR鹿児島本線 銀水駅もしくは西鉄天神大牟田線 西鉄銀水駅から徒歩約30分
- 西鉄バス大牟田（1・2・4番）神田脇バス停から徒歩約1分
- 九州自動車道 南関ICから南西へ約9km
- 駐車場あり：21台